# Daniele Batista
Daniele Santos de Paula Batista, mais conhecida como Daniele Batista (2 de abril de 1983) é uma futebolista brasileira que atua como atacante. Atualmente, defende o Clube Atlético Mineiro.